# Свети Нектарий (Менемени)
„Свети Нектарий“ (на гръцки: Αγίου Νεκταρίου Μενεμένης) е енорийска църква в Солун, Гърция, част от Неаполската и Ставруполска епархия.
Църквата е разположена на улица „Кимиси Теотоку“ № 1 в предградието на Менемени Дендропотамос. Енорията е създадена в 1960 година от митрополит Пантелеймон Солунски и заедно с това е започнат строежън на малък - 140 m2, храм. Основният камък е положен на 25 юни 1962 година и строителството е завършено за 10 месеца. В 1974 година храмът преминава от Солунската в новооснованата Неаполска и Ставруполска епархия. Скоро се усеща необходимостта от нова църква и на 25 март 1977 година митрополит Дионисий Неаполски и Ставруполски поставя основния камък на нова църква. Строежът продължава 14 години и храмът е осветен от митрополит Дионисий на 2 ноември 1991 година.
В архитектурно отношение църквата е кръстовидна с огромен купол. През 1998 година се пристроени две камбанарии. Храмът има два параклиса – „Свети Нифонт Константинополски“ и „Света Евфимия“, както и външния параклис „Успение Богородично“.
В 1980 година от манастира „Света Троица“ на Егина с благословията на митрополит Йеротей Хидрийски, Специйски и Егински в храма са донесени части от мощите на свети Нектарий Пентаполски.